# Stearibia
Stearibia är ett släkte av tvåvingar. Stearibia ingår i familjen ostflugor.
Släktet innehåller bara arten Stearibia nigriceps.